# Torula ndjilensis
Torula ndjilensis är en svampart som beskrevs av Kiffer 1973. Torula ndjilensis ingår i släktet Torula, divisionen sporsäcksvampar och riket svampar.   Inga underarter finns listade i Catalogue of Life.